# Georgij Feodosjevič Voronoj
Georgij Feodosjevič Voronoj (ukrajinsky Heorhij Feodosijovyč Voronyj, 28. dubna 1868, dnes Žuravka, Poltavská oblast, Ukrajina, tehdy Ruské impérium – 20. listopadu 1908, Žuravka) byl ruský a ukrajinský matematik, člen korespondent Ruské akademie věd. Je znám hlavně pro po něm pojmenovaný Voroného diagram a práce z oblasti geometrických mnohostěnů a geometrických čísel. V Petrohradu studoval pod vedením Andreje Andrejeviče Markova.

## Galerie

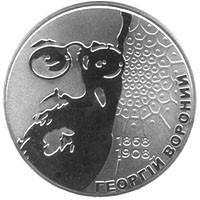
Pamětní mince o nominální hodnotě dvě hřivny na počest Georgije Voroného.